# Peter Ebdon
Peter David Ebdon (* 27. August 1970 in Islington, London) ist ein ehemaliger englischer Snookerspieler, der 29 Saisons zwischen 1991 und 2020 als Profispieler verbrachte. In dieser Zeit gewann er unter anderem die Snookerweltmeisterschaft 2002 und die UK Championship 2006, ist aber mangels eines Titels beim Masters nicht Mitglied der Triple Crown.
Ebdon wurde in London geboren und wurde Mitte der 1980er-Jahre zu einem der führenden Amateurspieler seiner Zeit. Während seiner Amateurzeit gewann er unter anderem die Pontins Spring Open 1989 und die U21-Amateurweltmeisterschaft 1990, bevor der damals durch sein unkonventionelles Aussehen bekannte Ebdon zur Saison 1991/92 Profispieler wurde. Schnell stellten sich die ersten Erfolge ein und binnen weniger Jahre gehörte er zur Weltspitze. Schon beim Grand Prix 1993 gewann er sein erstes Profiturnier, zahlreiche weitere Titel folgten in den nächsten Jahren. 1996 erreichte er das Finale der Snookerweltmeisterschaft, verlor aber gegen Stephen Hendry. Nach einer marginalen Verschlechterung auf der Weltrangliste kehrte er am Anfang der 2000er-Jahre wieder in die Weltspitze zurück. 2002 gelang ihm schließlich mit dem Gewinn der Snookerweltmeisterschaft sein größter Erfolg, der ihn auf Platz 3 der Weltrangliste führte.
Der für seine sehr durchdachte Spielweise bekannte und teilweise auch gefürchtete Ebdon fiel trotz einiger weiterer großer Erfolge wie dem Sieg bei der UK Championship 2006 und dem Vize-Weltmeistertitel im selben Jahr auf der Weltrangliste zurück. Zwar konnte er sich bis 2009 noch in den Top 10 halten, musste dann aber sukzessive Verluste auf der Weltrangliste hinnehmen. 2012 gewann er mit den China Open seinen letzten großen Titel. In den folgenden Jahren erreichte er nur noch zwei weitere Endspiele auf Profiebene und fiel auf der Weltrangliste bis in die Gegend um Platz 50 zurück. Im April 2020 gab er wegen anhaltender Schmerzen das Ende seiner Karriere bekannt.

## Persönliches
Ebdon wurde im Londoner Ortsteil Islington geboren. Einen Teil seiner Kindheit verbrachte er im Northamptonshire. In seiner Kindheit spielte er Oboe und Cricket und setzte nach dem Erhalt der mittleren Reife seine Schullaufbahn zugunsten einer Snooker-Karriere nicht fort.
Ebdon ist Vater von vier Kindern und interessiert sich für den Pferdesport. Der Autor Chris Turner sieht dieses Interesse neben seiner Heirat und der Vaterschaft als einen Hauptgrund für seine zeitweilige Verschlechterung Ende der 1990er-Jahre an, da Ebdon sich intensiv Studien über die Stammbäume von Rennpferden und seiner Familie widmete. Davon abgesehen trat Ebdon auch als Popsänger in Erscheinung. Bis 2012 veröffentlichte er drei Singles, darunter eine Coverversion des Songs I Am A Clown von David Cassidy.

## Karriere

### Ab Mitte der 1980er: Anfänge als Amateur
Seit Mitte der 1980er-Jahre nahm Ebdon an verschiedenen Amateurturnieren teil und wurde schnell zu einem der führenden Amateure seiner Zeit. 1987 nahm er an der English Amateur Championship und der Amateur-Weltmeisterschaft teil. 1989 gelang ihm mit dem Gewinn der Pontins Spring Open gegen Ken Doherty sein erster großer Erfolg. Im selben Jahr erreichte er das Halbfinale der U21-Amateurweltmeisterschaft und unterlag Jason Ferguson, bevor er bei den Dutch Open 1990 gegen Tony Knowles erneut ein Turnier gewann. Kurz danach besiegte er Oliver King im Finale der U21-Amateurweltmeisterschaft, bevor er 1991 beim World Masters gegen Gary Wilkinson sein Auftaktspiel verlor. Wenig später wurde er Profispieler.

### 1991–1995: Erste Profijahre
Ebdon begann seine Profikarriere in der Saison 1991/92, in der die Profitour für alle Spieler geöffnet wurde und die Teilnehmerzahlen bei den Turnieren deshalb schlagartig anstiegen. Aus diesem Grund musste sich Ebdon durch zahlreiche Qualifikationsrunden kämpfen, was ihm auch mehrfach gelang. Insgesamt viermal konnte er die Runde der letzten 64 erreichen, hinzu kommt auch eine Achtelfinalteilnahme beim Grand Prix. Zum Saisonende kämpfte er sich bei der Snookerweltmeisterschaft durch acht Qualifikationsrunden inklusive eines 10:0-Sieges über Cliff Wilson, womit er sich auf Anhieb für die WM-Hauptrunde qualifizierte und diese mit einem 10:4-Sieg über den sechsfachen Weltmeister Steve Davis begann. Mit einem Sieg über Martin Clark erreichte er das Viertelfinale, in dem seine Siegesserie von Terry Griffiths gestoppt wurde. Durch diesen großen Erfolg wurde er in der folgenden Saison auf Rang 47 geführt, wodurch er sich einen Großteil der Qualifikationsrunden ersparen konnte. Zum Ende der Saison wurde Ebdon, der während der Saison seine beiden Maximum Breaks gespielt hatte, zum WPBSA Young Player Of The Year ernannt.
In der nächsten Saison erreichte er konstant mindestens die Runde der letzten 64, kam aber bei Ranglistenturnieren nie über das Achtelfinale hinaus. Trotzdem reichten seine Ergebnisse aus, um sich auf der Weltrangliste auf Rang 21 zu verbessern. Während der Saison 1993/94 schied Ebdon trotz einiger früher Niederlage mehrfach erst im Viertelfinale und bei den Welsh Open erst im Halbfinale aus. Beim Grand Prix erreichte er zum ersten Mal in seiner Profikarriere das Endspiel und gewann dort gegen Ken Doherty seinen ersten Titel. Auf der Weltrangliste verbesserte er sich dadurch auf Rang 10.
Trotz einiger Niederlagen in oder vor dem Achtelfinale konnte Ebdon in der Saison 1994/95 einige Endspiele erreichen, als er die Spielzeit mit einer Finalteilnahme beim Dubai Classic begann. Nachdem er dort dem Schotten Alan McManus unterlegen war, gewann er in der Saison mit dem Irish Masters und dem Pontins Professional lediglich zwei Turniere ohne Weltranglisteneinfluss. Hinzu kam auf Amateurebene ein verlorenes Finale bei den Pontins Spring Open. Auf der Profiebene erreichte er zudem vier weitere Male das Halbfinale – unter anderem bei der UK Championship – sowie weitere zwei Male das Viertelfinale, worunter auch die entsprechende Runde bei der Snookerweltmeisterschaft war. Trotz dieser Erfolge reichte es auf der Weltrangliste nicht für eine Verbesserung; Ebdon konnte allerdings seinen zehnten Platz halten.

### 1995–2000: Vizeweltmeister 1996 und Ausflug in die Top 8
In der Saison 1995/96 steigerte Ebdon seine Form erneut, als er trotz mehrerer relativ früher Niederlagen häufig mindestens das Viertelfinale und öfters auch ein Endspiel erreichte. Nach einer erneuten Finalniederlage zum Saisonauftakt, diesmal beim Scottish Masters, setzte er die Saison mit Finalniederlagen bei den drei Ranglistenturnieren UK Championship, European Open und Snookerweltmeisterschaft fort und gewann im Gegensatz zu diesen Spielen sein Finale beim Malta Grand Prix. Das WM-Finale hatte er mit Siegen über Jimmy White, Steve Davis und Ronnie O’Sullivan erreicht, doch im Finale gewann sein Gegner Stephen Hendry mit 18:12 seinen sechsten WM-Titel. Durch diese Erfolge konnte Ebdon auf der Weltrangliste punkten: er sprang auf Rang drei.
Etwas schlechter verlief die folgende Saison, als er mehrmals sein Auftaktspiel verlor und sich seine Teilnahmen bei höheren Runden verstärkt bei Turnieren ohne Weltranglisteneinfluss abspielten, auch wenn letztere immer noch eine große Rolle spielten. So gewann er neben dem Scottish Masters im zweiten seiner beiden Endspiele in der Saison die Thailand Open, die im Gegensatz zum Turnier in Schottland ein Ranglistenturnier waren. Doch da er bei den wichtigen Turnieren früh ausgeschieden war, verlor er auf der Weltrangliste zwei Plätze. Dieser Negativtrend setzte sich in den folgenden drei Spielzeiten fort, als er nur bei knapp einem Drittel der Turnieren zumindest das Viertelfinale, dies unter anderem bei der Snookerweltmeisterschaft 1998, erreichte, ansonsten aber teilweise früh ausschied. Unter diesen zehn Turnieren mit Viertelfinalteilnahmen waren zwar mehrheitlich Ranglistenturniere, doch während dieser drei Saisons erreichte er mit seiner Finalniederlage gegen Stephen Hendry bei den British Open 1999 nur ein einziges Endspiel. Seine Ergebnisse verursachten auf der Weltrangliste ein Verlust von mehreren Plätzen, sodass er sich im Jahr 2000 nur noch auf Rang zwölf befand.

### 2000–2007: Erneuter Aufstieg und WM-Titel 2002

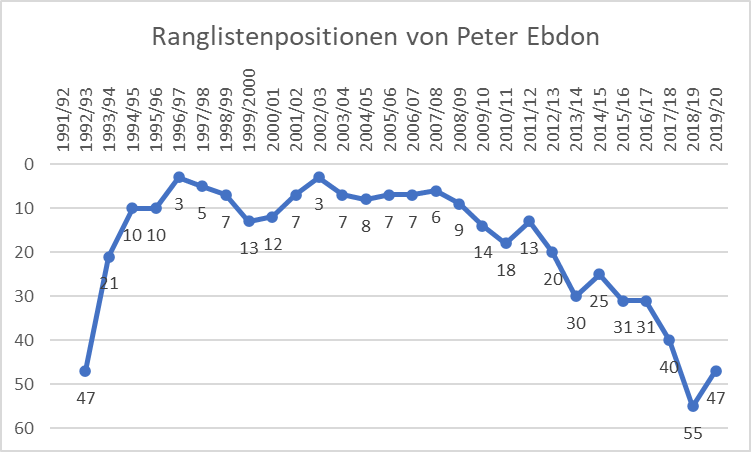
Ebdon konnte zum Anfang der 2000er-Jahre erneut die Weltspitze erreichen

Die Wende kam in der Saison 2000/01, als er mehrheitlich das Achtelfinale erreichte und dieses zumeist auch überstand. Dabei schied er zweimal im Viertel- und einmal im Halbfinale aus. Seine besten Saisonergebnisse erzielte er bei den British Open und bei den Scottish Open, als er gegen Jimmy White beziehungsweise Ken Doherty das Endspiel für sich entscheiden konnte. Auf der Weltrangliste verbesserte er sich auf Rang 7. In der nächsten Saison verringerte er erneut die Niederlagen vorm Viertelfinale und verlor in diesem viermal und im Halbfinale zweimal. Zudem erreichte er bis Mitte April zwei Endspiele – beim LG Cup und beim Irish Masters –, verlor diese jedoch. Zum Saisonende zog er bei der Snookerweltmeisterschaft mit einem 17:16-Sieg über Matthew Stevens im Halbfinale in sein drittes Saisonfinale ein, in dem er erneut auf Stephen Hendry traf. Auch dieses Spiel war wie das Halbfinale äußerst knapp und wurde erst im Decider entschieden, in dem sich Ebdon mit einem 59er-Break zum Snookerweltmeister kürte. Auf der Weltrangliste verbesserte er sich durch diesen Erfolg auf Rang drei. In den folgenden Monaten trat Ebdon bei verschiedenen Charity-Events und Sportturnieren in anderen Sportarten in Erscheinung.
Doch während der beiden folgenden Saisons verschlechterten sich Ebdons Ergebnisse wieder, er schied häufiger im oder vor dem Achtelfinale aus und musste auch seine Titelverteidigung bei der Snookerweltmeisterschaft im Viertelfinale gegen Paul Hunter beenden. Zwar erreichte er während der Saison 2002/03 inklusive der WM noch fünfmal zumindest das Viertelfinale, doch diese Zahl sank schon in der folgenden Saison auf drei. Allerdings erreichte er dabei beim Irish Masters, mittlerweile ein Ranglistenturnier, das einzige Finale innerhalb dieser beiden Spielzeiten, das er gegen Mark King gewann. Auf der Weltrangliste half dies aber nichts, als er über Rang sieben auf Platz acht abrutschte. Im April 2004 wurde Ebdon zudem in den Vorstand der World Professional Billiards & Snooker Association gewählt. Als Mitglied des Teams um den Vorsitzenden Rodney Walker bekleidete er dieses Amt bis zu Walkers Sturz im Jahr 2009.
Spielerisch gesehen schied Ebdon in den nächsten Saisons hauptsächlich in der Runde der letzten 32 oder im Achtelfinale aus. Sowohl während der beiden Saisons 2004/05 und 2005/06 als auch während der nächsten Saison erreichte Ebdon dreimal das Halbfinale und bei je einem dieser Turniere dann auch das Endspiel, das er bei der Snookerweltmeisterschaft 2006 mit 14:18 gegen Graeme Dott verlor und bei der UK Championship wenige Monate später gegen Stephen Hendry gewann. Nachdem er sich bis 2006 konstant auf Rang 7 der Weltrangliste halten konnte, verbesserte er sich mit dem Ende der Saison 2006/07 auf Rang 6.

### 2007–2016: Sukzessiver Abschied aus den Top 32

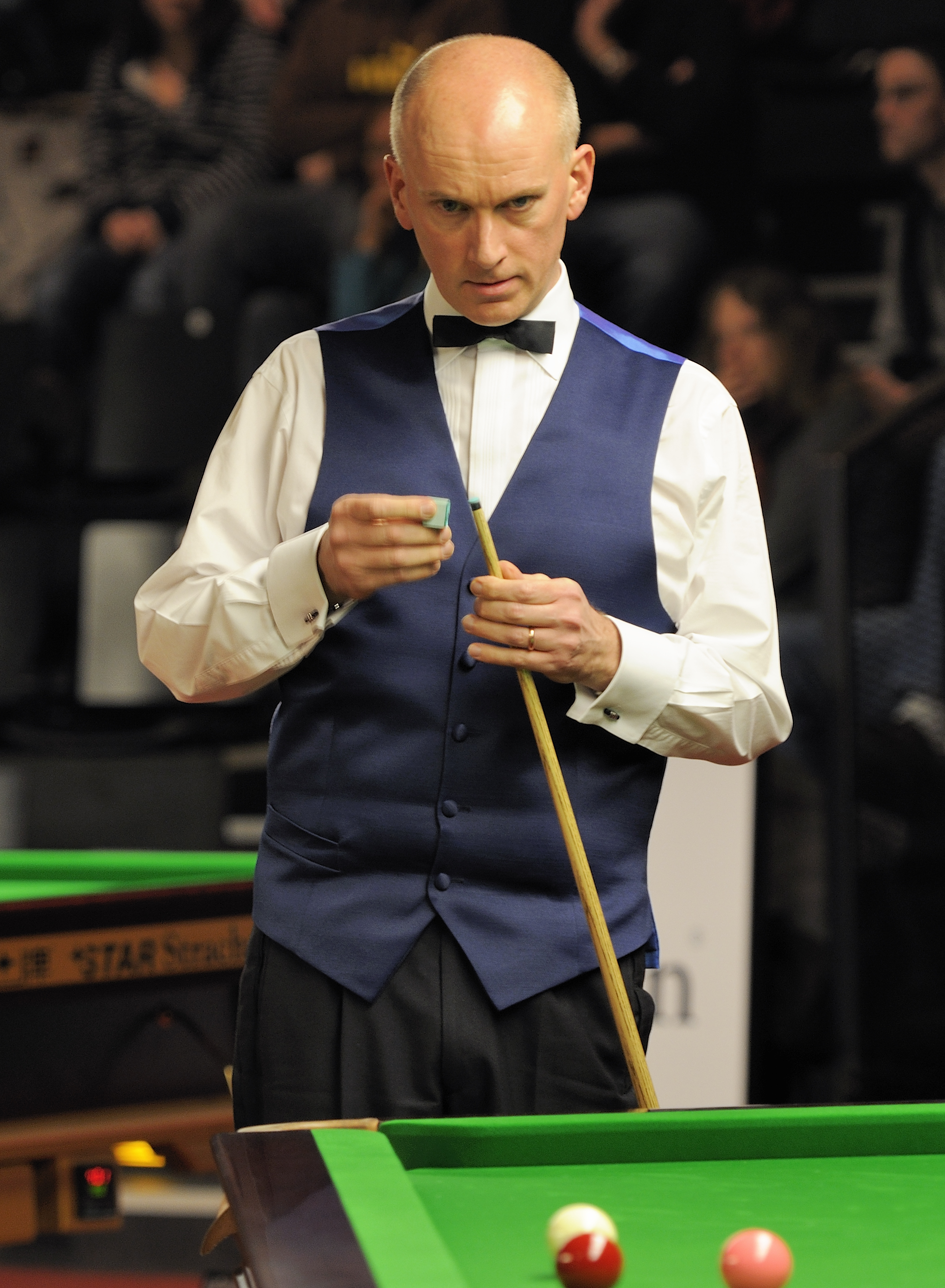
Ebdon beim German Masters 2014

In der Saison 2007/08 konnte Ebdon seine Form nicht verbessern; er erreichte bei der Hälfte aller Turniere das Viertelfinale, überstand dieses jedoch kein einziges Mal. In der folgenden Saison erreichte er mit den China Open 2009 nur ein Viertelfinale, kam dort aber bis ins Finale. Mit einem Sieg über John Higgins sicherte er sich seinen ersten Titel nach dem Gewinn der UK Championship. Trotzdem rutschte er auf der Weltrangliste über Rang 9 auf Rang 14 ab, womit er endgültig aus den Top 8 heraus fiel. Ähnlich setzte sich Ebdons Form in den nächsten beiden Spielzeiten fort, in denen er wieder nur selten das Viertelfinale und nur einmal, bei den World Open 2010, ein Halbfinale erreichte. Daran änderte sich auch durch die Einführung der Players Tour Championship, durch die die Anzahl der Turniere rapide anstieg, nichts. Trotzdem hatte sich Ebdon nach den beiden Spielzeiten auf Rang 13 verbessert, nachdem er zwischenzeitlich Rang 18 belegt hatte.
In den nächsten beiden Saisons setzte sich dieser Trend fort, als Ebdon nur fünfmal das Viertelfinale erreichte und dagegen bei manch einem PTC-Turnier sein Auftaktspiel verlor. Bei diesen fünf Turnieren schied er einmal im Viertel- und zweimal im Halbfinale aus, zudem erreichte er bei den China Open 2012 und bei den Australian Goldfields Open wenig später das Endspiel. Gewann er in China noch mit 10:9 gegen Stephen Maguire, verlor er in Australien gegen Barry Hawkins. Die China Open wurden somit zu seinem letzten Titelgewinn auf der Profitour. Auf der Weltrangliste konnten diese seltenen Erfolge auch nicht den generellen Trend aufhalten; Ebdon rutschte über Rang 20 auf Rang 30 ab. Nach der Snookerweltmeisterschaft 2013 wurde Ebdon in die Snooker Hall of Fame aufgenommen.
Auch in den folgenden drei Saisons folgte keine Trendwende, häufig schied Ebdon früh aus. Nachdem er in der Saison 2013/14 eine Viertelfinalteilnahme bei der International Championship als bestes Ergebnis vorweisen konnte, erreichte er in der nächsten Saison primär bei PTC-Turnieren mehrere Viertel- oder Halbfinalrunden; ein Endspiel blieb ihm aber erneut verwehrt. 2014 riss außerdem seine 22 Ausgaben andauernde Serie von WM-Hauptrunden-Teilnahmen. In der Saison 2015/16 kam er dann kein einziges Mal mehr über das Achtelfinale heraus. Lediglich auf Amateurebene konnte Ebdon Erfolge feiern, als er 2015 und 2016 jeweils die Vienna Open gewann. Auf der professionellen Weltrangliste zählten diese Ergebnisse jedoch nicht, sodass er nach einem Abrutschen auf Rang 36 zwei Jahre in Folge auf Rang 31 verharrte.

### 2016–2020: Letzte Profijahre

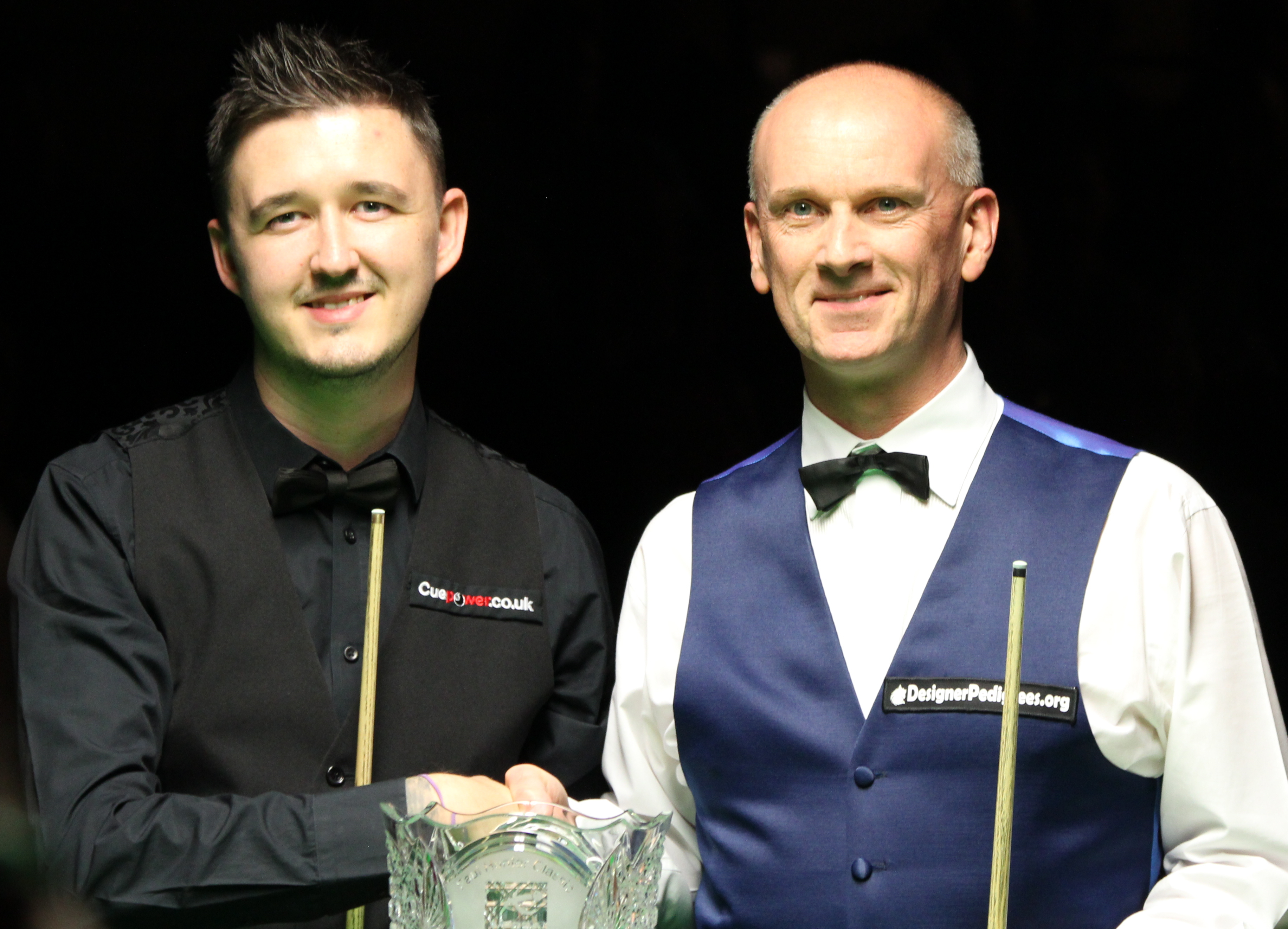
Kyren Wilson und Ebdon beim Finale des Paul Hunter Classic 2018

Zur Saison 2016/17 wurde die Players Tour Championship wieder eingestellt, dennoch blieb die Zahl der Ranglistenturniere höher als vor der Einführung. Dies änderte aber nichts daran, dass Ebdons Ergebnisse sich kaum vom Vorjahresniveau unterschieden: Er kam während der Saison nur ein einziges Mal über die Runde der letzten 32 hinaus, als er bei den Indian Open ins Halbfinale einzog und dort gegen Nigel Bond verlor. Auf der Weltrangliste verlor er neun weitere Plätze, womit er zum Saisonende auf Rang 40 geführt wurde.
In der nächsten Saison war Ebdons Form so schlecht, dass selbst eine Teilnahme an der Runde der letzten 32 die Seltenheit war. Sein bestes Ergebnis war das Achtelfinale der World Open. In der Saison 2018/19 verbesserte sich Ebdon jedoch wieder ein wenig und erreichte dreimal das Achtelfinale eines Turnieres. Dabei schied er beim German Masters in dieser Runde und bei den Northern Ireland Open im Viertelfinale aus, nachdem er beim Paul Hunter Classic zum letzten Mal in seiner Karriere ein Endspiel erreicht hatte, in diesem aber gegen Kyren Wilson verloren hatte. Diese Finalteilnahme wirkte sich auch auf die Weltrangliste aus, da er sich von Rang 55, auf den er mittlerweile abgerutscht war, zum Ende der beiden Saisons auf Rang 47 verbessert hatte.
Während der anschließenden Saison 2019/20 nahm Ebdon nicht mehr an allen Turnieren teil und erzielte bei den übrigen Turnieren zumeist keine allzu guten Ergebnisse, sein bestes Ergebnis war die Teilnahme an der Runde der letzten 32 bei den Scottish Open. Sein letztes Spiel gab Ebdon bei den Welsh Open dann kampflos auf, bevor Ebdon bei den weiteren Turnieren nicht teilnahm oder diese wegen der COVID-19-Pandemie verschoben wurden. Grund für seine häufigen Verzichte waren Schmerzen im Nacken, im Rücken und in den Schultern und Armen, die er seit Weihnachten 2019 hatte. Mitte März unterzog er sich deshalb einer MRT-Untersuchung, bei der erhebliche Schäden an seinen Wirbeln festgestellt wurden. Um eine riskante Operation zu vermeiden, gab er Ende April 2020 bekannt, nach 29 Profijahren seine Profikarriere zu beenden. Während seiner Karriere hatte Ebdon über 3,5 Millionen Pfund an Preisgeld gewonnen. Bereits ein Jahr zuvor hatte er mit einem Karriereende geliebäugelt, sich aber schlussendlich dagegen entschieden.
Ebdons Rücktritt erfuhr in den britischen Medien eine gewisse Resonanz. So berichteten unter anderem der Guardian, BBC Sport, die Sun und die irische Raidió Teilifís Éireann. Der Vorsitzende des kommerziellen Arms des Weltverbandes, Barry Hearn, bedankte sich via Twitter für Ebdons „Verdienste für den Snookersport“ und gratulierte zu „einer wunderbaren Karriere.“ Der zweifache Vize-Weltmeister Ali Carter schrieb ebenfalls auf Twitter: „Was für ein Mann – was für ein Spieler und was für eine Karriere. [Er] war immer der ultimative Profispieler.“
Die folgende Grafik gibt einen Überblick über den Verlauf der Ranglistenpositionen Ebdons im Vergleich zu den dominierenden Spielern seiner Zeit:

### Leben nach der Profikarriere
Bei der Bekanntmachung seines Rücktritts äußerte Ebdon den Wunsch, seine Tätigkeiten als Kommentator für die BBC, als Heiler und als Unternehmer zu intensivieren. Bereits zuvor hatte er Yoga erlernt und war zum Meister im Reiki, einem esoterischen Heilungskonzept, ausgebildet worden. Als Unternehmer war er bereits während seiner Karriere Vorstandsmitglied bei den Managementunternehmen Careersport und Zen Snooker Management gewesen. 2021 wurde er Vorstandsmitglied des College of Healing.
Wenige Wochen nach seinem Rücktritt fiel Ebdon durch Äußerungen in Hinsicht auf die COVID-19-Pandemie und entsprechende Gegenmaßnahmen auf. So äußerte er in einem Radio-Interview, dass die Kontaktbeschränkungen „wahrscheinlich schädlich“ seien und die Bevölkerung durch die Medien einer Gehirnwäsche unterzogen würde. Zugleich empfahl er das Händeschütteln, um „eine Immunität aufzubauen“, und eine Website, die häufig auch vom Verschwörungstheoretiker David Icke erwähnt wird. Zudem sagte er, dass die Bevölkerung „der größten psychologischen Unternehmung der Geschichte“ gegenüberstehen würde. Auf seine Äußerungen folgte ein Shitstorm in den sozialen Medien.

## Spielweise und Auftreten
Ebdon, der die Spitznamen Ebbo und The Force innehatte, war für sein ausdauerndes Trainieren sowie für seine Entschlossenheit, seine große Fokussierung und seine Stärke unter Druck bekannt. In den ersten Jahren seiner Profikarriere, in der Ebdon wegen seines Zopfes und seiner bunten Westen als eine Art Paradiesvogel galt, galt er als einer der härtesten Spieler der Profitour. Diese Zuschreibung behielt er auch für seine übrige Karriere. Ebdon, der zeitweise von Chris Henry trainiert wurde, ist zudem jemand, der sehr stark seinen Geist im Spiel nutzte, was aber auch zu einem Nachteil werden konnte.
Spielerisch war Ebdon außerdem für sein langsames und durchdachtes Spiel bekannt, was Ronnie O’Sullivan bei der Snookerweltmeisterschaft 2005 derart entnervte, dass er eine 6:10-Führung hergab und Ebdon mit 13:11 gewann. Während des Spiels brauchte Ebdon für ein 12er-Break fünf Minuten, was seinen Gegner außerdem dazu veranlasste, mehrfach einen Zuschauer nach der Zeit zu fragen. Noch mehrere Jahre später bezeichnete O’Sullivan, im Angesicht eines erneuten Aufeinandertreffens, Ebdon als „Folterknecht der schlimmsten Sorte“. Der Snooker-Journalist Hector Nunns schreibt jedoch auch, dass Ebdon alle attackierenden Stöße so gut wie seine Gegner spielen könnte – er bräuchte eben nur länger. Zusammen mit Ebdons taktischem Verstand, seinem Gedächtnis und seinem Siegeswillen sei er ein „formidabler Gegner.“ Als solcher spielte er während seiner Karriere 377 Century Breaks, wovon zwei Maximum Breaks waren. Ebdon hat zudem eine Farbsehschwäche, weshalb er dazu neigte, die braune Kugel mit den Roten zu verwechseln. Er erkannte als einer der ersten Spieler, dass die körperliche Fitness auch beim Snooker wichtig ist, sodass er täglich eine Meile schwamm. Außerdem ernährte er sich in seinen letzten Profijahren vegan, nachdem er schon seit dem verlorenen WM-Finale 1996 fast vollständig auf Kohlenhydrate und Zucker verzichtete. Ebdon überzeugte auch andere Spieler von der veganen Ernährung und beriet unter anderem Ali Carter bei seiner Ernährung, da dieser an Morbus Crohn erkrankt war.
Der siebenfache Weltmeister Stephen Hendry beschreibt Ebdon in seiner Autobiographie wie folgt:

“[…] Peter is a unique player because he seems to play shots that no one else would play and take risks where others wouldn’t. He plays with supreme belief in himself and confidence in his ability. He will come back at you, again and again and again, and he’s no quitter, even when you’ve established a good lead. In short, he must be beaten properly and that means not relaxing for a second.”

„Peter ist ein einzigartiger Spieler, weil er Stöße zu spielen scheint, die kein anderer spielen würde, und Risiken eingeht, wo andere dies nicht tun würden. Er spielt mit größtem Glauben an sich selbst und Vertrauen in seine Fähigkeiten. Er wird zu dir aufholen, immer und immer wieder, und er gibt nicht auf, sogar, wenn du eine gute Führung aufgebaut hast. In Kürze: er muss richtig geschlagen werden und das heißt, dass man sich nicht eine Sekunde lang ausruhen darf.“

## Erfolge
Während seiner Karriere erreichte Ebdon sowohl als Profispieler als auch als Amateur mindestens 30 Endspiele, von denen er 18 gewinnen konnte. Während sich eine vollständige Auflistung dieser Endspiele auf dieser Seite befindet, sind im Folgenden Ebdons Finalteilnahmen bei Triple-Crown-Turnieren aufgeführt.
| Ergebnis | Jahr | Turnier                  | Gegner im Finale | Endstand |
| -------- | ---- | ------------------------ | ---------------- | -------- |
| Finalist | 1995 | UK Championship          | Stephen Hendry   | 3:10     |
| Finalist | 1996 | Snookerweltmeisterschaft | Stephen Hendry   | 12:18    |
| Sieger   | 2002 | Snookerweltmeisterschaft | Stephen Hendry   | 18:17    |
| Finalist | 2006 | Snookerweltmeisterschaft | Graeme Dott      | 14:18    |
| Sieger   | 2006 | UK Championship          | Stephen Hendry   | 10:6     |